# Oncideres laceyi
Oncideres laceyi är en skalbaggsart som beskrevs av Dillon 1949. Oncideres laceyi ingår i släktet Oncideres och familjen långhorningar. Inga underarter finns listade i Catalogue of Life.